# 4-硝基碘苯
4-硝基碘苯是一种有机化合物，化学式为C6H4INO2。它可由4-硝基苯胺和二氧化氮、碘化钠在乙腈中反应得到。在Pd@CeO2的催化下，它和亚铁氰酸钾反应，可以得到4-硝基苯甲腈。在铜催化下，它和氢氧化钠反应，可以得到4-硝基苯酚。